# دانش مالی
دانش مالی یا فایننس (به انگلیسی: Finance) دانشی است که با مطالعه، بررسی و مدیریت پول، ارز و دارایی‌های سرمایه ای سر و کار دارد. فعالیت‌های مالی که شاخه‌ای از فعالیت‌های اقتصادی هستند، راه‌اندازی بنگاه، بازاریابی و مدیریت پول و وجه نقد، در انواع حساب‌های سرمایه، ابزارها و بازارها را در بر می‌گیرند و با هدف انجام معاملات دارایی، دیون مالی و ریسک انجام می‌شوند.
دانش مالی توسط نظام پیچیده‌ای از روابط قدرت، در ساختارهای اقتصادی و سیاسی، در بازارهای جهانی، کنترل و ساختاربندی می‌شود. این فعالیت‌ها به شکل روزافزونی تمرکز تکنیکی و مؤسساتی روی اندازه‌گیری و پوشش روابط ریسک-بازده‌ای را که روی ارزش سهام دار اثر می‌گذارد، پوشش می‌دهند. شبکه‌های مالی اغلب امکان مذاکره، بازاریابی و دادوستد، و تجارت در محصولات و خدمات مالی را برای مشتریان، فراهم سازند.
عملکرد مالی کارایی و سودآوری سرمایه‌گذاری، ضمانت ادعای وام گیرندگان و احتمال اینکه ابزارهای مشتقه مالی چقدر می‌توانند سرمایه‌گذاران را در مقابل ریسک‌های بازار مصون بدارند، می‌سنجد.

## حوزه‌های دانش مالی
- امور مالی شخصی

- امور مالی شرکتی
- امور مالی بنگاه‌های دولتی

- مدیریت ریسک مالی

## تئوری مالی
- اقتصاد مالی
- ریاضیات مالی
- مالیه تجربی
- مالیه رفتاری
- مسائل مالی دارایی‌های نامشهود

## رشته‌های دانشگاهی و گواهینامه‌ها

### رشته‌های دانشگاهی
رشته‌های دانشگاهی مرتبط با امور مالی به‌شرح زیر است:
- کارشناسی ارشد مالی[E ۱]
- کارشناسی ارشد اقتصاد مالی[E ۲]
- کارشناسی ارشد مالی و کنترل[E ۳]
- کارشناسی ارشد مدیریت مالی[E ۴]
- کارشناسی ارشد مهندسی مالی[E ۵]
- کارشناسی ارشد مالیه کمی[E ۶]
- کارشناسی ارشد مالیه محاسباتی[E ۷]
- کارشناسی مالیه ریاضیاتی[E ۸]
- کارشناسی ارشد بیم‌سنجی[E ۹]

### گواهی‌نامه‌ها
گواهینامه‌های مرتبط با امور مالی به‌شرح زیر است:
- تحلیل گر مالی دارای امتیاز نامه،[E ۱۰]
- متخصص خزانه داری گواهی شده[E ۱۱]
- تحلیل گر ارزش گذاری گواهی شده[E ۱۲]
- تحلیل گر سرمایه‌گذاری بین‌المللی گواهی شده[E ۱۳]
- انجمن خزانه داران شرکتی[E ۱۴]
- تحلیل گر بازار گواهی شده[E ۱۵]
- گواهی مالیه شرکتی[E ۱۶]
- تحیل گر سرمایه‌گذاری انتخابی دارای امتیاز نامه[E ۱۷]
- گواهی در مالیه کمی[E ۱۸]